# بوتانا ماغوازا
بوتانا ماغوازا (مواليد 23 ديسمبر 1958) هو ملاكم سوازيلاندي، مثّل بلاده في الألعاب الأولمبية الصيفية 1984.

## روابط خارجية
بوتانا ماغوازا على موقع بوكس ريك (الإنجليزية) (registration required)
- بوتانا ماغوازا على موقع اللجنة الأولمبية الدولية (الإنجليزية)
- بوتانا ماغوازا على موقع أوليمبيديا (الإنجليزية)